# Adeyinka Gladys Falusi
Adeyinka Gladys Falusi, FAS NPOM, és catedràtica nigeriana d'hematologia i antiga directora de l'Institut de Recerca i Formació Mèdica Avançada de la Facultat de Medicina de la Universitat d'Ibadan. S'especialitza en genètica humana, bioètica i genètica molecular relacionades amb malalties hereditàries de la sang com la falciforme i l'alfa-talassèmia.
Prové de l'Estat d'Ekiti, al sud-oest de Nigèria. Mentre creixia a Efon Alaaye, a l'Estat d'Ekiti, Nigèria, el Prof. Falusi es va inspirar a estudiar ciències per una noia més gran (Grace Oladunni Olaniyan, actual Prof. Taylor) que vivia al seu barri. Va estudiar Química a la Universitat d'Ibadan (UI). Va passar de química a hematologia al College of Medicine, University College Hospital (UCH), Ibadan, on va obtenir el seu doctorat el 1981 i el doctorat el 1986.
La professora Falusi havia visitat molts països investigant sobre genètica de la malaltia de les cèl·lules falciformes abans de ser professora el 2001. És cofundadora de l'Associació Sickle Cell de Nigèria (SCAN), com a fundadora, des del 2013 ha estat la presidenta de la Sickle Cell Hope Alive Foundation. El 2001 va ser nomenada presidenta del comitè de revisió institucional de la Universitat d'Ibadan i del University College Hospital, on es va establir el primer comitè d'ètica institucional ben organitzat i funcional a Nigèria a la Universitat d'Ibadan sota la seva direcció. Va ser aquest mateix any quan va guanyar els premis L'Oréal-UNESCO per a les dones en la ciència. Va exercir aquesta funció durant 4 anys i el 2005 es va convertir en la coordinadora de Nigèria Networking for Ethics of Biomedical Research in Africa.
El 2005 va rebre la beca National Productivity Order of Merit Fellowship i, el 2009, va ser elegida membre de l'Acadèmia de Ciències de Nigèria, l'organització científica àlgida a Nigèria. El 2013, va rebre el Premi al Mèrit Estatal Ekiti i va ser condecorada per Kayode Fayemi, el governador de l'Estat Ekiti. El 2014 se li va atorgar el premi a la personalitat distingida Accés a cures bàsiques (ABC) per promoure el benestar dels pacients amb cèl·lules falciformes a nivell mundial i més enllà de la convocatòria del deure. Ha investigat i publicat en la genètica d'algunes malalties no transmissibles com els càncers de mama, l'asma, la malària i específicament les hemoglobinopaties de la malaltia de cèl·lules falciformes i les talassèmies i altres modificadors genètics.
Té més de 60 articles de revistes i capítols de llibres, 50 resums i més de 80 articles i actes de conferències. Actualment se centra en la sensibilització i l'educació del públic sobre la malaltia de les cèl·lules falciformes (Ref. La Iniciativa Nacional de Salut per a Habitants Rurals (HIRD) a l'estat d'Oyo, Nigèria (www.schafng.org).
Està casada amb el professor Abiodun Falusi, professor d'economia agrícola amb cinc fills.